# Xeic Adam Safi-ad-Din
El xeic Adam Safi-ad-Din ibn Tayyib Xah ibn Màlik ibn Ïsmail (vers 1531- 28 de maig de 1621) fou el 28è daï (missioner) ismaïlita tayyibita de l'Índia (bohares dawudites). Es creu que era descendent o d'un sobirà del Gujarat convertit a l'ismaïlisme o bé d'un daï vingut del Iemen. Va ser deixeble de Yusuf ibn Sulayman, el primer indi que fou cap de la dawa el 1539 que va viure a Sidhpur i va tornar al Iemen on va morir el 1567. Després d'un successor (el 25è daï), Adam va servir amb el següent, Dawud ibn Adjab 8el 26è) que el 1590 el va enviar a fer propaganda al Decan. A la mort de Dawud, la comunitat es va dividir entre Dawud Burhan al-Din ibn Kutb Shah (tendència majoritària coneguda com a dawudites) i Sulayman ibn Hasan, net de Yusuf ibn Sulayman (minoritaris coneguts com a sulaymanites); Adam va sostenir al primer. El 1612 fou escollit com a successor de Dawud Burhan al-Din ibn Kutb Shah. Va viure a Ahmedabad on va morir.